# あなたの知らない! ○○駅
あなたの知らない! ○○駅（あなたのしらない! ○○えき）はNHK BSプレミアムで放送している番組。

## 概要
初回は、東京駅開業100周年を記念として放送されて、2回目からは、『あなたの知らない! ○○駅徒歩7分』と言う番組に改題し放送している。

## 放送内容
- #1 東京駅（2014年12月13日）
- #2 上野駅
- #3 秋葉原駅（2015年10月2日 21:30 - 23:00）
- #4 池袋駅（2016年2月27日）
- #5 吉祥寺駅（2016年6月15日 21:00 - 22:30）